# يو جي-نو
يو جي-نو (هانغل: 유지노) هو لاعب كرة قدم كوري جنوبي في مركز ظهير ‏، ولد في 6 نوفمبر 1989 في سول في كوريا الجنوبية. شارك مع منتخب كوريا الجنوبية تحت 20 سنة لكرة القدم ومنتخب كوريا الجنوبية تحت 23 سنة لكرة القدم. أما مع النوادي، فقد لعب مع نادي بوسان أي بارك ونادي سونغنام.

## وصلات خارجية
- يو جي-نو على موقع دوري كوريا الجنوبية (الإنجليزية)
- يو جي-نو على موقع قاعدة بيانات كرة القدم.إي يو (الإنجليزية)